# Pavel Sofin
Pavel Sofin (Rusia, 4 de septiembre de 1981) es un atleta ruso especializado en la prueba de lanzamiento de peso, en la que consiguió ser medallista de bronce mundial en pista cubierta en 2006.

## Carrera deportiva
En el Campeonato Mundial de Atletismo en Pista Cubierta de 2006 ganó la medalla de bronce en el lanzamiento de peso, llegando hasta los 20.68 metros, tras el estadounidense Reese Hoffa (oro con 22.11 metros) y el danés Joachim Olsen (plata con 21.16 metros).